# Liste des réserves de biosphère au Costa Rica
Cet article recense les réserves de biosphère au Costa Rica.

## Statistiques
En 2023, Costa Rica compte quatre réserves de biosphère.

## Liste
| Réserve de biosphère           | Création | Superficie (km²) | Superficie (km²) | Superficie (km²) | Superficie (km²) | Notes | Illustration |
| Réserve de biosphère           | Création | Totale           | Centre           | Tampon           | Transition       | Notes | Illustration |
| ------------------------------ | -------- | ---------------- | ---------------- | ---------------- | ---------------- | ----- | ------------ |
| Agua y Paz                     | 2007     | 9 161            | 1 500            | 3 388            | 4 273            |       |              |
| Cordillère volcanique centrale | 1988     | 6 509            | 1 285            | 3 121            | 2 103            |       |              |
| La Amistad                     | 1982     | 7 827            | 3 471            | 3 099            | 1 258            |       |              |
| Savegre                        | 2017     | 3 129            | 324              | 1 993            | 812              |       |              |